# Trnava (miasto Jagodina)
Trnava (cyr. Трнава) – wieś w Serbii, w okręgu pomorawskim, w mieście Jagodina. W 2011 roku liczyła 2448 mieszkańców.